# Jerif
Jerif är en kommun i departementet Néma i regionen Hodh Ech Chargui i Mauretanien. Kommunen hade 5 078 invånare år 2013.